# Ferrières-les-Verreries
Ferrières-les-Verreries är en kommun i departementet Hérault i regionen Occitanien i södra Frankrike. Kommunen ligger i kantonen Claret som tillhör arrondissementet Montpellier. År 2022 hade Ferrières-les-Verreries 46 invånare.

## Befolkningsutveckling
Antalet invånare i kommunen Ferrières-les-Verreries
Referens:INSEE